# Vlag van de Federatie van Bosnië en Herzegovina
De vlag van de Federatie van Bosnië en Herzegovina die is afgeschaft in 2007, werd aangenomen op 5 november 1996. De vlag bestaat uit een wit veld met een rode band aan de linkerkant en een groene band aan de rechterkant. In het midden van de vlag staat het wapen van de federatie.
De groene band staat voor de Bosniakken, de rode voor de Bosnische Kroaten. In het wapen staan twee kleinere wapens: de linker met de fleur de lis staat eveneens voor de Bosniakken, terwijl het rechter het Kroatische wapen is. Onder in het grote wapen staan tien sterren; zij staan voor de tien kantons waaruit de federatie bestaat.
De federatie beslaat ongeveer de helft van het grondgebied van Bosnië en Herzegovina, dat ook een eigen vlag heeft. Het andere deel van Bosnië wordt grotendeels ingenomen door de Servische Republiek, die ook een eigen vlag heeft, gebaseerd op de vlag van Servië.
Op 31 maart 2006 besloot het Hooggerechtshof van Bosnië en Herzegovina dat de vlag vervangen moest worden, omdat deze alleen symbolen van de Bosniakken en Kroaten toonde. Het gebruik ervan werd als discriminerend voor de derde grote etnische groep in het land (de Serviërs) gezien. De vlag moest uiterlijk 1 oktober vervangen zijn. Op 14 juni 2007 werden zowel de vlag als het wapen geschrapt. Er is voorlopig nog geen nieuw ontwerp aangenomen. De 'Federatie' gebruikt momenteel de vlag van de centrale staat Bosnië en Herzegovina.